# Massow (Eldetal)
Massow ist ein Ortsteil der Gemeinde Eldetal im Südwesten des Landkreises Mecklenburgische Seenplatte in Mecklenburg-Vorpommern.

## Geografie
Massow liegt am Rande der Mecklenburgischen Seenplatte. Das waldreiche und hügelige, 92 m ü. NHN erreichende Ortsgebiet erstreckt sich zwischen dem Massower See, der von der oberen Elde durchflossen wird, und der oberen Dosse, die die Landesgrenze zum Land Brandenburg bildet. Die Stadt Röbel/Müritz ist etwa 20 Kilometer, die brandenburgische Stadt Meyenburg 14 Kilometer, Freyenstein ca. sechs Kilometer und Wittstock/Dosse etwa 24 Kilometer entfernt.
Zu Massow gehören der ehemalige Ortsteil Evchensruh sowie der Wohnplatz Kornhorst.

## Geschichte
1344 tauchte Massow – bestehend aus der ursprünglich slawischen Siedlung Wendisch-Massow und Deutsch-Massow – erstmals in einer Belehnungsurkunde auf, in der von einer Wassermühle die Rede ist, die heute nicht mehr existiert. Das Haus Flotow wurde vom Fürsten zu Werle neben anderen Dörfern mit „Wendisch-Massow mit der Mühle“ belehnt. Von 1502 bis 1930 war das Gutsdorf Massow im Besitz der Familie von Lücken. Bestätigt seit 1506 war Hans von Lücken, Sohn des Knappen Thiedike von Lücken und fürstlichen Vogts über das Amt Ribnitz, Herr auf Massow. Deren Ururenkel Jürgen Heinrich von Lücken (1686–1758), verheiratet mit Christine Magdelene von Flotow-Altenhof, führen die Familiengenealogie in Massow weiter. Ihr Sohn Georg von Lücken übernimmt die Gutsgeschäfte bereits 1757. Hervorzuheben aus den Nachfahren ist später hier insbesondere noch der Kammerherr Carl Albrecht von Lücken, der auch dem Johanniterorden angehörte. Die Söhne des Hauses von Lücken-Massow gingen auf bekannte Adelsinternate, u. a. der Ritterakademie Brandenburg oder dem Friderico-Francisceum zu Doberan. Die weitere enge Verbundenheit des Landadels mit der evangelischen Landeskirche Mecklenburg kommt auch in Massow zum Tragen. Henning von Lücken (1848–1928) auf Massow, das Gut hatte nach den Gothaischen Genealogischen Taschenbüchern um 1904 einen Umfang von 1717,30 ha, war Klosterhauptmann zu Malchow. Seine Tochter Gertrud von Lücken (1877–1972), bereits 1916 Dame zu halben Hebung; war von 1944 bis 1972 die letzte Domina des Klosters Malchow.
Aus dem sehenswerten Gutshaus wurde 1950 ein Pflegeheim, das noch zu DDR-Zeiten renoviert und instand gesetzt wurde. Es wird heute von der Diakonie Güstrow als Nachsorgeeinrichtung betrieben. Die schlichte Dorfkirche stammt aus dem Jahr 1843. 
Am 26. Mai 2019 fusionierte Massow mit Grabow-Below, Wredenhagen und Zepkow zur neuen Gemeinde Eldetal. Letzter Bürgermeister war Hans-Peter Millies.

## Sehenswürdigkeiten
- Neoromanische Dorfkirche Massow von 1842 aus Feld- und Backsteinen
- Gutsanlage mit Gutshaus, Park, Schmiede und Brennerei
- Kastanienallee
- In der Dorfstraße steht ein Gedenkstein aus dem Jahre 1976 zur Erinnerung an die Opfer des Todesmarsches der Häftlinge des KZ Sachsenhausen, die im April 1945 von der SS ermordet wurden. Bei Grabow-Below befindet sich die Gedenkstätte Todesmarsch im Belower Wald.

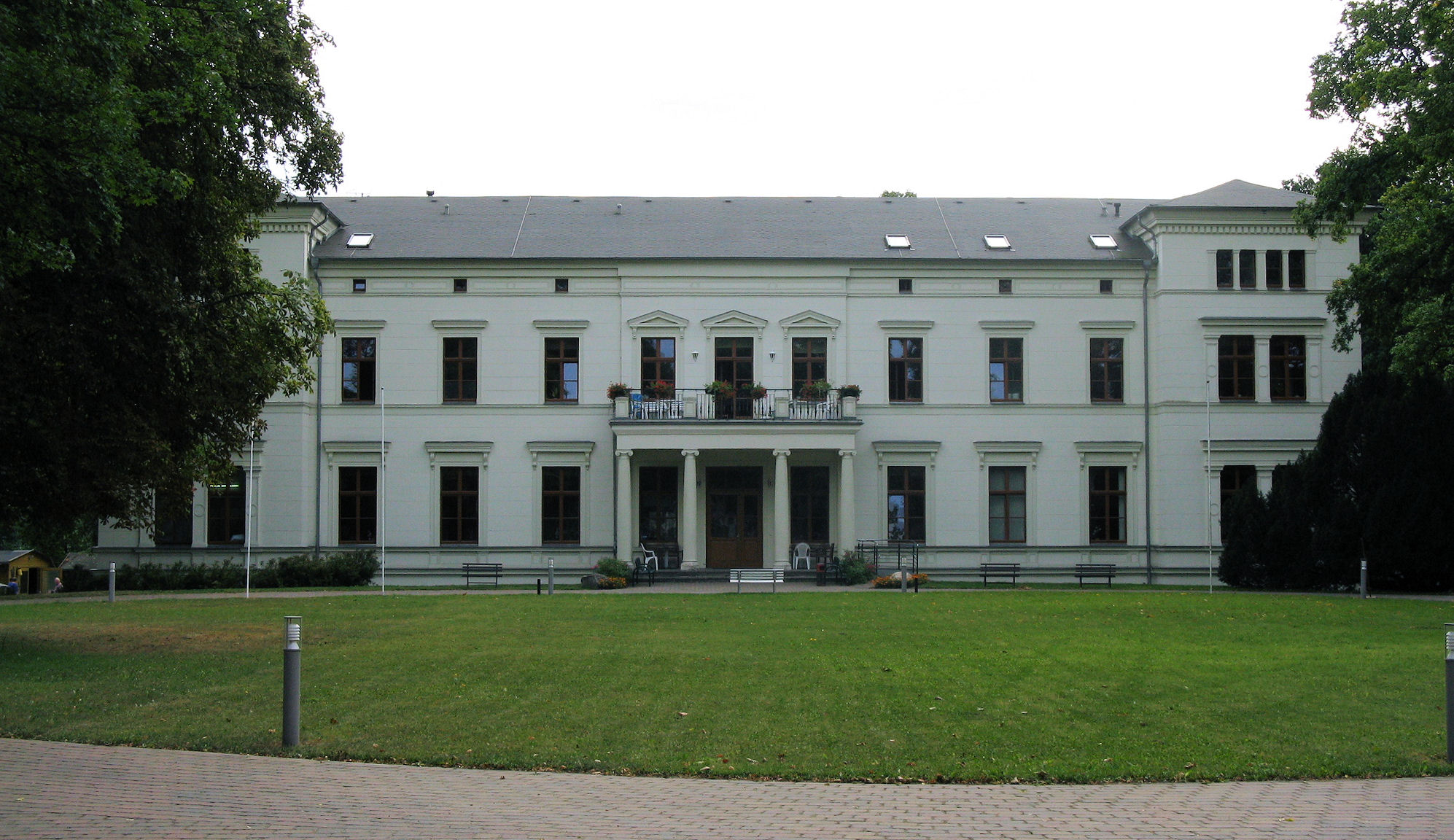
Gutshaus
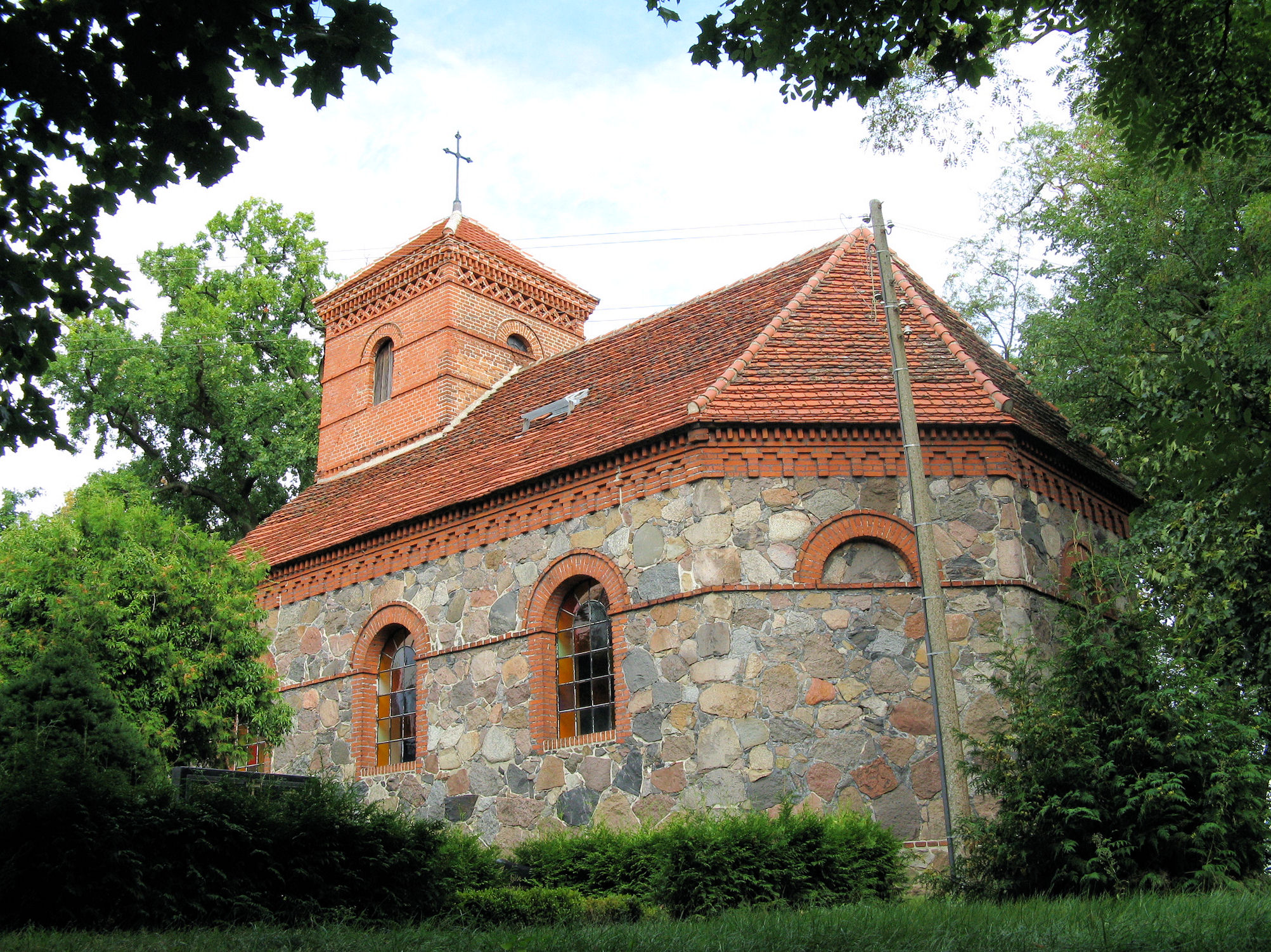
Dorfkirche

## Wirtschaft und Infrastruktur

### Wirtschaft
Land- und Forstwirtschaft prägen nach wie vor den Ort. In den letzten Jahren sind zahlreiche Eigenheime entstanden. Die Diakonie Güstrow ist neben der Land- und Forstwirtschaft der größte Arbeitgeber.

### Verkehr
Massow liegt etwas abseits der überregionalen Straßenverbindungen. Die Autobahn-Anschlussstelle Röbel/Müritz der Bundesautobahn 19 ist etwa zwölf Kilometer entfernt. Straßen führen ins brandenburgische Freyenstein, Meyenburg und Wittstock/Dosse sowie über die Bundesstraße 198 nach Plau am See, Röbel/Müritz und Neustrelitz.

## Persönlichkeiten
- Walther Preik (1932–2018), Bildhauer, in Massow geboren